# Herb Pacanowa
Herb Pacanowa – jeden z symboli miasta i gminy Pacanów w postaci herbu.

## Wygląd i symbolika
Herb przedstawia w polu zielonym siedzącą na białym koniu postać świętego Marcina w szarej zbroi prawą ręką przecinającego swój płaszcz. Koń z uniesioną prawą, przednią nogą stąpa w heraldycznie prawą stronę, święty Marcin odwraca się w bok. Obok konia siedzi na ziemi, zwrócony w lewą stronę, półnagi żebrak z wyciągniętymi w górę rękoma. Płaszcz świętego i okrycie żebraka czerwone, wodze i siodło konia oraz nimb wokół głowy świętego Marcina złote. Miecz srebrny, odkryte części ciała obu osób w kolorze naturalnym.
Postać świętego nawiązuje do pacanowskiej Bazyliki jego imienia.
Wygląd herbu został uchwalony przez Radę Gminy Pacanów 27 stycznia 2003 r.